# Frederic II el Bataller

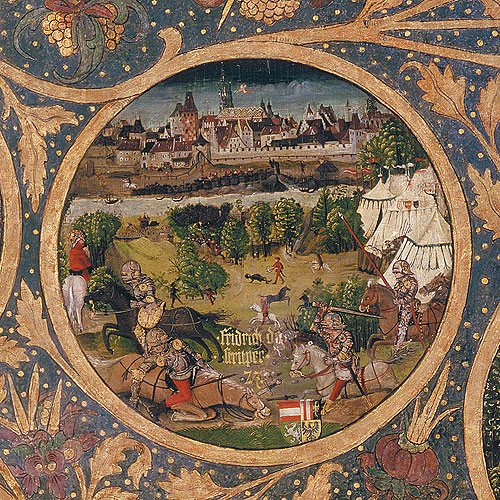
Frederic es mort a la batalla del Leitha, a la genealogia dels Babenberg al monestir de Klosterneuburg, 1489-92

Frederic II, conegut com el Bataller (alemany Friedrich der Streitbare, 25 d'abril de 1211 – 15 de juny de 1246) fou duc d'Àustria i duc d'Estíria de 1230 a 1246, el darrer de la casa de Babenberg.

## Família
Era el tercer fill mascle, però el segon sobrevivent, del duc Leopold VI el Gloriós i de Teodora Angelina Comnè, una princesa romana d'Orient. La mort del seu germà gran Enric el 1228 (Leopold ja havia mort amb 9 anys el 1216) el va deixar com únic hereu d'Àustria i Estíria. Dos anys més tard va morir el pare i va recollir la successió. Es va casar amb la romana d'Orient Sofia Eudòxia Làscaris, i després, en segones noces, amb Agnès de Merània (1215-1263). Frederic es va titular llavors "Senyor de Carniola". No obstant el matrimoni es va dissoldre el 1243 per manca de fills. Frederic no obstant no va tenir fills.

## Regnat
Orgullós de la seva descendència romana d'Orient, el jove duc fou conegut com "el Bataller" per la seva afició a les guerres amb els veïns, principalment amb el regne d'Hongria, el ducat de Baviera i el Regne de Bohèmia. Fins i tot la noble família austríaca dels Kuenringer, sempre fidel a la casa regnant, es va revoltar ja a l'inici del seu regnat. Però el més perillós fou l'enfrontament amb l'emperador Frederic II de la casa dels Hohenstaufen, durant la revolta d'Enric II de Suàbia, fill de l'emperador i marit de la germana de Frederic, Margarida d'Àustria (1204-1266) que després fou reina consort de Bohèmia pel seu segon matrimoni. El duc va refusar anar a la Dieta del 1232 a Aquileia al·legant el Privilegium Minus; va molestar a l'emperador provocant conflictes amb el rei Béla IV d'Hongria; i a més semblava donar suport a la revolta del seu gendre Enric. Quan el 1235 va refusar altre cop anar a la Dieta, aquest cop a Magúncia, l'emperador el va declarar fora de la llei i va autoritzar al rei Venceslau I de Bohèmia a envair les terres austríaques. Viena va obrir les portes a les forces bohèmies unides a les bavareses i durant els anys en què Frederic va estar fora de la llei va esdevenir una ciutat imperial lliure, on el fill de l'emperador, Conrad IV, fou elegit rei dels Romans el 1237. No obstant el duc deposat va aconseguir mantenir la seva posició com a governant de la major part d'Àustria incloent a Wiener Neustadt.
El 1239, en un espectacular canvi de la política imperial, Frederic va esdevenir un dels principals aliats de l'emperador. El conflicte amb Bohèmia fou solucionat pel matrimoni de la seva neboda Gertrudis d'Àustria (o Gertrudis de Babenberg) amb el fill gran del rei Venceslau, el marcgravi de Moràvia Vladislau.
Negociacions amb l'emperador sobre l'elevació de Viena a bisbat i d'Àustria (amb Estíria) a regne, es van iniciar, però amb la condició que la neboda del duc, Gertrudis, es casés ara amb l'emperador de 50 anys que havia estat declarat fora de la llei pel papa Gregori IX i necessitava aliats. El 1245 els termes de l'acord semblaven ja convinguts però la voluntariosa jove noia, que tenia prop de 20 anys, va refusar aparèixer a la cerimònia de consumació a la Dieta de Verona. Un any abans de la seva mort el duc Frederic finalment va reeixir en obtenir la marca de Carniola del Patriarcat d'Aquileia, però a la seva mort uns mesos després va passar al duc de Caríntia Bernat de Sponheim.
Les ambiciosos plans de Frederic es van esvair quan va morir en la batalla del riu Leitha contra els hongaresos del rei Béla IV d'Hongria, en un conflicte fronterer menor. Fou enterrat a l'abadia de Heiligenkreuz.

## Llegat
Fou el darrer duc Babenberg, posant fi a una època de la història d'Àustria. La seva conducta té similituds en certa manera amb la del posterior duc Rodolf IV d'Habsburg. Segons l'historiador Chrysostomus Hanthaler, Frederic fou el primer duc austríac a emprar la bandera vermella-blanca-vermella de les armes; la bandera està documentada en un segell d'un diploma emès el 30 de novembre de 1230, confirmant els privilegis de l'abadia de Lilienfeld. El cronista medieval Jans der Enikel informa que el duc va aparèixer vestit en vermell-blanc-vernell a una cerimònia a Viena el 1232.
El Privilegium Minus permetia que Àustria fou heretada per la seva germana Margarida d'Àustria (+ 1266) o per la seva neboda Gertrudis d'Àustria. Després de la mort de l'oncle, Gertrudis es va casar amb el seu promès Vladislau de Moràvia, que no obstant va morir el 1247; llavors es va casar amb el marcgravi Herman VI de Baden, que no va aconseguir mantenir la seva posició a Àustria, i finalment el 1252 es va casar amb el príncep Roman Danylovich, germà del ruríquida Lev I de Galítzia gendre del rei d'Hongria.
El 1248 la dinastia premíslida va fer un segon intent de confirmar la seva reclamació d'Àustria pel matrimoni de la tia de Gertrudis, Margarida d'Àustria, amb el fill del rei Venceslau, Ottokar, més de 20 anys més jove. Posteriorment Àustria va esdevenir in camp de conflicte entre bohemis premíslides i hongaresos de la casa d'Árpad; en la qual Ottokar va acabar triomfant, derrotant el rei Béla a la batalla de Kressenbrunn el 1260; però fou finalment enderrocat pel rei Rodolf I d'Habsburg que el va derrotar en la batalla de Marchfeld el 1278.